# Liste der Kulturgüter in Rothenbrunnen
Die Liste der Kulturgüter in Rothenbrunnen enthält alle Objekte in der Gemeinde Rothenbrunnen im Kanton Graubünden, die gemäss der Haager Konvention zum Schutz von Kulturgut bei bewaffneten Konflikten, dem Bundesgesetz vom 20. Juni 2014 über den Schutz der Kulturgüter bei bewaffneten Konflikten sowie der Verordnung vom 29. Oktober 2014 über den Schutz der Kulturgüter bei bewaffneten Konflikten unter Schutz stehen.
Objekte der Kategorien A und B sind vollständig in der Liste enthalten, Objekte der Kategorie C fehlen zurzeit (Stand: 13. Oktober 2021).

## Kulturgüter
| Foto |                                                              | Objekt                                                            | Kat. | Typ | Standort                       | Beschreibung |
| ---- | ------------------------------------------------------------ | ----------------------------------------------------------------- | ---- | --- | ------------------------------ | ------------ |
| ja   | Datei hochladen · Wikidata zu Burg Hochjuvalt (Q1012375)     | Hochjuvalt, mittelalterliche Burgruine / Talsperre KGS-Nr.: 10479 | A    | F   | 751368 / 182644                |              |
| ja   | Datei hochladen · Wikidata zu Haus Tscharner (Q29784983)     | Haus Tscharner KGS-Nr.: 3183                                      | B    | G   | Dorfstrasse 20 751834 / 181683 |              |
| ja   | Datei hochladen · Wikidata zu Ehemaliges Kurhaus (Q29784981) | Ehemaliges Kurhaus KGS-Nr.: 10762                                 | B    | G   | Dorfstrasse 15 751792 / 181800 |              |